# Cyatholaimus ocellatus
Cyatholaimus ocellatus är en rundmaskart som beskrevs av Bastian 1965. Cyatholaimus ocellatus ingår i släktet Cyatholaimus och familjen Cyatholaimidae. Arten är reproducerande i Sverige. Inga underarter finns listade i Catalogue of Life.